# Llista d'hespèrids de la península Ibèrica i les Balears
En la llista a continuació hi figura la totalitat de les espècies d'hespèrids que es poden trobar a la península Ibèrica i les Illes Balears, així com la seva distribució al món, la seva localització al territori peninsular i balear, el seu hàbitat i el seu estat de conservació (EC).
| Nom científic            | Nom comú                | Distribució | Localització a la península Ibèrica i Balears                                           | Hàbitat | EC  | Imatge de l'eruga        | Imatge de l'imago        |
| ------------------------ | ----------------------- | --- | --------------------------------------------------------------------------------------- | --- | --- | ------------------------ | ------------------------ |
| Borbo borbonica          | Sageta gran             | Sud-oest peninsular i colònies per tota l'Àfrica.                                                                                          | Algesires i Gibraltar.                                                                  | Barrancs costers rocosos, càlids i secs.                                                                         | ... | Borbo borbonica          | Borbo borbonica          |
| Carcharodus alceae       | Capgròs comú            | Sud i centre d'Europa, Turquia, Iemen, sud i centre dels Urals, Turquestan, nord del Pakistan i de l'Índia, Massís de l'Altai i Tian Shan. | Arreu.                                                                                  | Allà on hi hagi la planta nutrícia de l'eruga.                                                                   | ... | Carcharodus alceae       | Carcharodus alceae       |
| Carcharodus baeticus     | Capgròs del malrubí     | Sud-oest d'Europa. | Nord de Portugal i Espanya peninsular.                                                  | Barrancs secs i càlids, pendents rocoses amb vegetació...                                                        | ... | Carcharodus baeticus     | Carcharodus baeticus     |
| Carcharodus flocciferus  | Capgròs fosc            | Marroc, sud d'Europa, sud de Sibèria, Transcaucàsia, Kazakhstan i Massís de l'Altai.                                                       | Poblacions aïllades per tota la península.                                              | Prats o pendents herboses amb flors, barrancs i clars de bosc; normalment llocs humits.                          | ... | Carcharodus flocciferus  | Carcharodus flocciferus  |
| Carcharodus lavatherae   | Capgròs pàl·lid         | Nord d'Àfrica, sud d'Europa, Turquia i Transcaucàsia.                                                                                      | Espanya peninsular.                                                                     | Barrancs rocosos i càlids, talussos herbosos i secs... Normalment sobre terreny calcari.                         | ... | Carcharodus lavatherae   | Carcharodus lavatherae   |
| Carcharodus tripolinus   | -                       | Nord-oest d'Àfrica i sud-oest de la península Ibèrica.                                                                                     | Des d'Estoril fins a Cadis.                                                             | Zones herboses amb flors, càlides i seques; pendents i barrancs rocosos.                                         | ... | Carcharodus tripolinus   | Carcharodus tripolinus   |
| Carterocephalus palaemon | Caparrut aranès         | Des del centre i nord d'Europa fins a Amèrica del Nord passant per Àsia.                                                                   | Astúries, País Basc i Pirineus.                                                         | Clars de bosc herbosos, normalment humits.                                                                       | ... | Carterocephalus palaemon | Carterocephalus palaemon |
| Erynnis tages            | Fúria                   | Des d'Europa fins a Amur. | Arreu excepte el sud-oest peninsular i Balears.                                         | Zones herboses amb flors.                                                                                        | ... | Erynnis tages            | Erynnis tages            |
| Gegenes nostrodamus      | Sageta negra            | Costa mediterrània, Orient Mitjà, Afganistan, Pakistan i nord-oest de l'Índia.                                                             | Incerta, possiblement arreu.                                                            | Qualsevol. | ... | Gegenes nostrodamus      | Gegenes nostrodamus      |
| Gegenes pumilio          | Sageta petita           | Costa mediterrània fins a l'Himàlaia. | Incerta degut a confusions amb Gegenes nostrodamus, possiblement la costa mediterrània. | Qualsevol. | ... | Gegenes pumilio          | Gegenes pumilio          |
| Hesperia comma           | Dard de taques blanques | Nord-oest d'Àfrica, Europa, Àsia temperada i nord-oest d'Amèrica.                                                                          | Arreu excepte Balears i zones baixes del sud peninsular.                                | Zones obertes amb herba baixa i abundància de Festuca ovina.                                                     | ... | Hesperia comma           | Hesperia comma           |
| Heteropterus morpheus    | Saltiró                 | Centre d'Europa i d'Àsia. | Cornisa Cantàbrica i Pirineus.                                                          | Clars de bosc amb gramínies altes, normalment en llocs humits.                                                   | ... | Heteropterus morpheus    | Heteropterus morpheus    |
| Muschampia proto         | Fals merlet             | Nord-oest d'Àfrica, sud d'Europa i Turquia.                                                                                                | Arreu excepte Balears.                                                                  | Zones amb flors entre matollar mixt, pendents rocoses i praderes seques.                                         | ... | Muschampia proto         | Muschampia proto         |
| Ochlodes sylvanus        | Dard ros                | Europa i Àsia temperada. | Arreu excepte Balears i cotes inferiors als 1000 m al sud peninsular.                   | Marges i clars de bosc, herbosos i assolellats.                                                                  | ... | Ochlodes sylvanus        | Ochlodes sylvanus        |
| Pyrgus alveus            | Merlet major            | Nord d'Àfrica, Europa, Turquia, Transcaucàsia, sud i oest de Sibèria, nord de la Xina i Mongòlia.                                          | Àrees muntanyoses de la península.                                                      | Zones herboses amb flors, prats, clars de bosc i barrancs.                                                       | ... | Pyrgus alveus            | Pyrgus alveus            |
| Pyrgus andromedae        | Merlet boreal           | Europa. | Pirineus.                                                                               | Zones herboses resguardades en bruguerars obert i prats alpins.                                                  | ... | Pyrgus andromedae        | Pyrgus andromedae        |
| Pyrgus armoricanus       | Merlet ruderal          | Nord d'Àfrica, Europa, Turquia, Transcaucàsia i nord-oest d'Àsia.                                                                          | Arreu excepte Balears.                                                                  | Pendents i barrancs herbosos i rocosos, normalment en zones arbustives amb flors, càlides i seques.              | ... | Pyrgus armoricanus       | Pyrgus armoricanus       |
| Pyrgus bellieri          | Merlet bessó            | Sud-oest d'Europa. | Poblacions aïllades des de Lleó fins a Catalunya.                                       | Zones herboses amb flors.                                                                                        | ... | Pyrgus bellieri          | Pyrgus bellieri          |
| Pyrgus cacaliae          | Merlet alpí             | Zones muntanyoses del centre i sud d'Europa.                                                                                               | Pirineus.                                                                               | Àrees pantanoses, torberes i bruguerars humits amb la planta nutrícia.                                           | ... | Pyrgus cacaliae          | Pyrgus cacaliae          |
| Pyrgus carthami          | Merlet reial            | Sud i centre d'Europa, Turquia i centre d'Àsia.                                                                                            | Nord-est de Portugal i Espanya peninsular.                                              | Barrancs i depressions resguardats amb pendents herboses; prats amb flors, entre roques, arbusts o boscs oberts. | ... | Pyrgus carthami          | Pyrgus carthami          |
| Pyrgus cinarae           | -                       | Est de la península Ibèrica, sud dels Balcans, Grècia, Turquia i sud dels Urals.                                                           | Conca.                                                                                  | Clars de pinars arbustius, herbosos i amb flors.                                                                 | ... | Pyrgus cinarae           | Pyrgus cinarae           |
| Pyrgus cirsii            | Merlet rogenc           | Sud-oest d'Europa. | Arreu excepte Balears.                                                                  | Prats oberts amb flors i clars de bosc herbosos.                                                                 | ... | Pyrgus cirsii            | Pyrgus cirsii            |
| Pyrgus malvoides         | Merlet comú             | Sud-oest d'Europa. | Arreu excepte Balears.                                                                  | Variat, zones herboses amb flors.                                                                                | ... | Pyrgus malvoides         | Pyrgus malvoides         |
| Pyrgus onopordi          | Merlet dels erms        | Marroc, Algèria i sud-oest d'Europa. | Arreu excepte Balears.                                                                  | Prats amb flors, rierols i barrancs en praderes obertes.                                                         | ... | Pyrgus onopordi          | Pyrgus onopordi          |
| Pyrgus serratulae        | Merlet olivaci          | Centre i sud d'Europa, Turquia, Caucas, sud i centre de Sibèria, Mongòlia i Transbaikal.                                                   | Zones muntanyoses de la península.                                                      | Zones obertes amb flors, clars de bosc humits i herbassars secs i càlids.                                        | ... | Pyrgus serratulae        | Pyrgus serratulae        |
| Pyrgus sidae             | -                       | Sud d'Europa i nord-oest d'Àsia. | Càceres.                                                                                | Praderes amb flors i herba.                                                                                      | ... | Pyrgus sidae             | Pyrgus sidae             |
| Spialia sertorius        | Murri de la pimpinella  | Nord d'Àfrica, sud d'Europa i oest d'Àsia.                                                                                                 | Arreu excepte Balears.                                                                  | Qualsevol. | ... | Spialia sertorius        | Spialia sertorius        |
| Thymelicus acteon        | Daurat fosc             | Nord-oest d'Àfrica, sud i centre d'Europa i Orient Mitjà.                                                                                  | Arreu excepte Balears.                                                                  | Zones herboses amb flors, normalment càlides i seques.                                                           | ... | Thymelicus acteon        | Thymelicus acteon        |
| Thymelicus lineola       | Daurat de punta negra   | Nord d'Àfrica, Europa, centre d'Àsia i introduïda a Amèrica del Nord.                                                                      | Arreu excepte Balears.                                                                  | Zones amb gramínies altes i flors.                                                                               | ... | Thymelicus lineola       | Thymelicus lineola       |
| Thymelicus sylvestris    | Daurat de punta taronja | Nord-oest d'Àfrica, Europa i Orient Mitjà.                                                                                                 | Arreu excepte Balears.                                                                  | Zones amb gramínies altes i flors.                                                                               | ... | Thymelicus sylvestris    | Thymelicus sylvestris    |